# Ekstraklasa 2016/2017
Ekstraklasa 2016/17 byla 83. ročníkem nejvyšší polské fotbalové ligové soutěže. Soutěž hraje 16 klubů, které se v základní části střetnou Každý s každým celkem 2x (jeden na domácí půdě, druhý na hřišti soupěře). Po odehrání 30 kol je tabulka rozdělena na skupinu o titul, kterou hraje 1.-8. tým a skupinu o udržení, kde nastupují kluby na 9.-16. příčce. Všechny body získané v základní části se v této nadstavbové části vydělí dvěma. Pokud má tým po základní části lichý počet bodů, je mu po vydělení jeden navíc připsán. V nadstavbě se v obou skupinách mužstva utkají každý s každým jednou. Mezi skupinami se nedá posouvat, tzn. devátý celek nemůže přeskočit osmý, i kdyby měl více bodů. Ve skupině o titul mužstvo na prvním místě získá ligový primát a kvalifikuje se do předkol Ligy mistrů UEFA. Druhý a třetí si vybojuje právo účasti v předkolech Evropské ligy UEFA, které hraje také vítěz polského poháru. Poslední dva kluby ve skupině o záchranu přímo sestupují do I ligy (druhé nejvyšší soutěže).
Z I ligy postoupil celek Arka Gdynia, který se do ligy vrátil po pěti letech. Právo účasti v Ekstraklase si vybojoval po devíti letech tým Wisła Płock. Ročník byl zahájen v sobotu 16. července 2016, poslední kolo je naplánováno na 4. června 2017. Mistrovský titul ze sezóny 2015/16 obhájil tým Legia Warszawa.

## Stadiony
| Tým                          | Město     | Název stadionu               | Kapacita |
| ---------------------------- | --------- | ---------------------------- | -------- |
| Arka Gdynia                  | Gdynia    | Stadion GOSiR                | 15 139   |
| Cracovia                     | Kraków    | Stadion Cracovie             | 15 016   |
| Górnik Łęczna                | Łęczna    | Arena Lublin                 | 15 500   |
| Jagiellonia Białystok        | Białystok | Městský stadion              | 22 386   |
| Korona Kielce                | Kielce    | Kolporter Arena              | 15 550   |
| Lech Poznań                  | Poznań    | INEA Stadion                 | 41 609   |
| Lechia Gdańsk                | Gdańsk    | Stadion Energa Gdańsk        | 42 105   |
| Legia Warszawa               | Varšava   | Stadion Wojska Polskiego     | 31 103   |
| Piast Gliwice                | Gliwice   | Městský stadion              | 10 037   |
| Pogoń Szczecin               | Szczecin  | Stadion Miejski w Szczecinie | 18 027   |
| Ruch Chorzów                 | Chorzów   | Stadion Ruchu Chorzów        | 9 300    |
| Śląsk Wrocław                | Wrocław   | Městský stadion              | 42 771   |
| Termalica Bruk-Bet Nieciecza | Nieciecza | Stadion Niecieczy            | 4 666    |
| Wisla Krakov                 | Kraków    | Městský stadion              | 33 130   |
| Wisła Płock                  | Płock     | Kazimierz Górski Stadion     | 10 978   |
| Zagłębie Lubin               | Lubin     | Dialog Arena                 | 16 068   |

| Arka                  | Cracovia                 | Górnik Łęczna            | Jagiellonia                  | Korona                | Lech             |
| --------------------- | ------------------------ | ------------------------ | ---------------------------- | --------------------- | ---------------- |
| Stadion GOSiR         | Stadion Cracovie         | Arena Lublin             | Městský stadion              | Kolporter Arena       | INEA Stadion     |
| Kapacita: 15 139      | Kapacita: 15 016         | Kapacita: 15 500         | Kapacita: 22 386             | Kapacita: 15 550      | Kapacita: 41 609 |
|                       |                          |                          |                              |                       |                  |
| Lechia                | Legia                    | Piast                    | Pogoń                        | Ruch                  | Śląsk            |
| Stadion Energa Gdańsk | Stadion Wojska Polskiego | Městský stadion          | Stadion Miejski w Szczecinie | Stadion Ruchu Chorzów | Městský stadion  |
| Kapacita: 42 105      | Kapacita: 31 103         | Kapacita: 10 037         | Kapacita: 18 027             | Kapacita: 9 300       | Kapacita: 42 771 |
|                       |                          |                          |                              |                       |                  |
|                       | Termalica                | Wisla Krakov             | Wisła Płock                  | Zagłębie              |                  |
| Stadion Niecieczy     | Městský stadion          | Kazimierz Górski Stadion | Dialog Arena                 |                       |                  |
| Kapacita: 4 666       | Kapacita: 33 130         | Kapacita: 10 978         | Kapacita: 16 068             |                       |                  |
|                       |                          |                          |                              |                       |                  |

## Informace o klubech
| Tým                          | Prezident klubu           | Hlavní kouč        | Kapitán            |
| ---------------------------- | ------------------------- | ------------------ | ------------------ |
| Arka Gdynia                  | Wojciech Pertkiewicz      | Grzegorz Niciński  | Miroslav Božok     |
| Cracovia                     | Janusz Filipiak           | Jacek Zieliński    | Piotr Polczak      |
| Górnik Łęczna                | Artur Kapelko             | Andrzej Rybarski   | Sergius Prusak     |
| Jagiellonia Białystok        | Cezary Kulesza            | Michał Probierz    | Rafał Grzyb        |
| Korona Kielce                | Marek Paprocki            | Tomasz Wilman      | Kamil Sylwestrzak  |
| Lech Poznań                  | Karol Klimczak            | Jan Urban          | Łukasz Trałka      |
| Lechia Gdańsk                | Adam Mandziara            | Piotr Nowak        | Sebastian Mila     |
| Legia Warszawa               | Bogusław Leśnodorski      | Stanislav Čerčesov | Ivica Vrdoljak     |
| Piast Gliwice                | Adam Sarkowicz            | Radoslav Látal     | Radosław Murawski  |
| Pogoń Szczecin               | Jarosław Mroczek          | Kazimierz Moskal   | Rafał Murawski     |
| Ruch Chorzów                 | Dariusz Smagorowicz       | Waldemar Fornalik  | Rafał Grodzicki    |
| Śląsk Wrocław                | Paweł Żelem               | Mariusz Rumak      | Piotr Celeban      |
| Termalica Bruk-Bet Nieciecza | Danuta Witkowska          | Piotr Mandrysz     | Jakub Biskup       |
| Wisła Kraków                 | Piotr Dunin-Suligostowski | Dariusz Wdowczyk   | Arkadiusz Głowacki |
| Wisła Płock                  | Jacek Kruszewski          | Marcin Kaczmarek   | Piotr Mrozinski    |
| Zagłębie Lubin               | Tomasz Dębicki            | Piotr Stokowiec    | Konrad Forenc      |

## Tabulka základní části
| Poř. | Tým                          | Z  | V  | R  | P  | VG | OG | B  |
| ---- | ---------------------------- | -- | -- | -- | -- | -- | -- | -- |
| 1.   | Jagiellonia Białystok        | 30 | 18 | 5  | 7  | 56 | 31 | 59 |
| 2.   | Legia Warszawa               | 30 | 17 | 7  | 6  | 58 | 30 | 58 |
| 3.   | Lech Poznań                  | 30 | 16 | 7  | 7  | 50 | 22 | 55 |
| 4.   | Lechia Gdańsk                | 30 | 16 | 5  | 9  | 46 | 37 | 53 |
| 5.   | Wisla Krakov                 | 30 | 13 | 5  | 12 | 45 | 46 | 44 |
| 6.   | Pogoń Szczecin               | 30 | 10 | 12 | 8  | 47 | 40 | 42 |
| 7.   | Bruk-Bet Termalica Nieciecza | 30 | 12 | 6  | 12 | 31 | 38 | 42 |
| 8.   | Korona Kielce                | 30 | 12 | 3  | 15 | 39 | 55 | 39 |
| 9.   | Wisła Płock                  | 30 | 10 | 9  | 11 | 42 | 44 | 39 |
| 10.  | Zagłębie Lubin               | 30 | 10 | 9  | 11 | 37 | 36 | 39 |
| 11.  | Śląsk Wrocław                | 30 | 8  | 10 | 12 | 34 | 45 | 34 |
| 12.  | Arka Gdynia                  | 30 | 8  | 7  | 15 | 37 | 50 | 31 |
| 13.  | Cracovia                     | 30 | 6  | 13 | 11 | 38 | 43 | 31 |
| 14.  | Ruch Chorzów (S)             | 30 | 10 | 4  | 16 | 31 | 46 | 30 |
| 15.  | Piast Gliwice                | 30 | 7  | 9  | 14 | 31 | 49 | 30 |
| 16.  | Górnik Łęczna (S)            | 30 | 7  | 9  | 14 | 36 | 52 | 30 |

- Z = Odehrané zápasy; V = Vítězství; R = Remízy; P = Prohry; VG = Vstřelené góly; OG = Obdržené góly; B = Body

|  | Účast ve skupině o titul   |
|  | Účast ve skupině o udržení |

## Tabulka nadstavbové části (skupina o titul)
| Poř. | Tým                          | Z  | V  | R  | P  | VG | OG | B  |
| ---- | ---------------------------- | -- | -- | -- | -- | -- | -- | -- |
| 1.   | Legia Warszawa (M)           | 37 | 21 | 10 | 6  | 70 | 31 | 44 |
| 2.   | Jagiellonia Białystok        | 37 | 21 | 8  | 8  | 64 | 39 | 42 |
| 3.   | Lech Poznań                  | 37 | 20 | 9  | 8  | 62 | 29 | 42 |
| 4.   | Lechia Gdańsk                | 37 | 20 | 8  | 9  | 57 | 37 | 42 |
| 5.   | Korona Kielce                | 37 | 14 | 5  | 18 | 47 | 65 | 28 |
| 6.   | Wisla Krakov                 | 37 | 14 | 6  | 17 | 54 | 57 | 26 |
| 7.   | Pogoń Szczecin               | 37 | 11 | 13 | 13 | 51 | 54 | 25 |
| 8.   | Bruk-Bet Termalica Nieciecza | 37 | 13 | 7  | 17 | 35 | 55 | 25 |

Poznámky:
- Z = Odehrané zápasy; V = Vítězství; R = Remízy; P = Prohry; VG = Vstřelené góly; OG = Obdržené góly; B = Body

|  | Postup do předkol Ligy mistrů UEFA 2017/18   |
|  | Postup do předkol Evropské ligy UEFA 2017/18 |

## Tabulka nadstavbové části (skupina o záchranu)
| Poř. | Tým               | Z  | V  | R  | P  | VG | OG | B  |
| ---- | ----------------- | -- | -- | -- | -- | -- | -- | -- |
| 9.   | Zagłębie Lubin    | 37 | 14 | 11 | 12 | 51 | 45 | 34 |
| 10.  | Piast Gliwice     | 37 | 12 | 10 | 15 | 45 | 54 | 31 |
| 11.  | Śląsk Wrocław     | 37 | 12 | 10 | 15 | 49 | 52 | 29 |
| 12.  | Wisła Płock       | 37 | 12 | 11 | 14 | 49 | 57 | 28 |
| 13.  | Arka Gdynia       | 37 | 10 | 9  | 18 | 44 | 60 | 24 |
| 14.  | Cracovia          | 37 | 8  | 15 | 14 | 45 | 52 | 24 |
| 15.  | Górnik Łęczna (S) | 37 | 9  | 10 | 18 | 47 | 63 | 22 |
| 16.  | Ruch Chorzów (S)  | 37 | 10 | 8  | 19 | 42 | 62 | 19 |

Poznámky:
- Z = Odehrané zápasy; V = Vítězství; R = Remízy; P = Prohry; VG = Vstřelené góly; OG = Obdržené góly; B = Body

|  | Sestup do I ligy |